# محوطه چغا
محوطه چغا مربوط به هزاره ۴ قبل از میلاد - هزاره ۲و۱ قبل از میلاد است و در شهرستان خرم‌آباد، بخش ویسیان، دهستان شوراب، روستای کوماس واقع شده و این اثر در تاریخ ۱۳ آبان ۱۳۸۶ با شمارهٔ ثبت ۱۹۸۳۷ به‌عنوان یکی از آثار ملی ایران به ثبت رسیده است.